# 伊里格

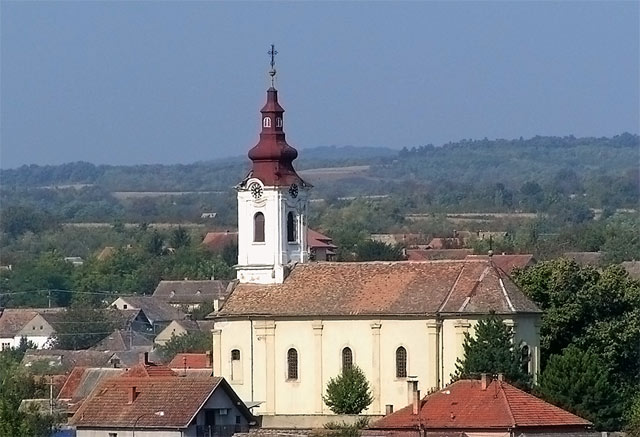

伊里格是塞爾維亞的城鎮，由斯雷姆州負責管轄，位於該國北部，面積230平方公里，海拔高度199米，該鎮在1918至1945年間被納入南斯拉夫王國管治範圍，2011年人口4,393。

## 外部連結
- Official website （页面存档备份，存于）